# Hamburg-Ottensen
Hamburg-Ottensen is een onderdeel (Stadtteil) van het district (Bezirk) Hamburg-Altona in de Duitse stad Hamburg.
In het oosten paalt Ottensen aan de Hamburgse stadsdelen Hamburg-Altona-Nord en Hamburg-Altona-Altstadt, in het noorden aan Bahrenfeld, in het westen aan Ohmarschen en in het zuiden aan de Elbe.

## Geschiedenis
Ottensen werd in 1310 als kerkdorp (Ottenhusen) voor het eerst vermeld. Zijn oorsprong gaat wellicht naar de Frankische tijd terug ongeveer tegelijk met Hammaburg. Vanaf 1390 was het de zetel van de landvoogd van het Graafschap Pinneberg. Het was lang een boeren- en ambachtsliedendorp, dat in 1640 onder Deense heerschappij viel en destijds groter was dan Altona. Na de Duits-Deense oorlog (1864) werd het in 1866 deel van de Pruisische provincie Sleeswijk-Holstein.
Vervolgens ontwikkelde Ottensen zich tot een belangrijk industriecentrum van Noord-Duitsland. Dat het vanaf 1867 in het werkgebied van de Zollverein lag, en Altona en Hamburg niet, droeg hier in belangrijke mate toe bij. In de 19e eeuw werden talrijke fabrieken opgericht. In 60 jaren verzesvoudigde het inwoneraantal: van 2411 in 1840 tot 37738 in 1900.
Vanaf 1867 vormden Ottensen en het eerder eraan toegevoegde Neumühlen het stadsdistrict Altona, dat al in 1871 wijzigde in "Stad Ottensen-Neumühlen" en in 1889 een district van Altona werd. In 1938 werd het deel van de eenheidsgemeente Hansestadt Hamburg.
In 1992 veroorzaakte het stadsdeel internationaal ophef toen op het terrein van de door de nazi's onteerde Joodse begraafplaats Ottensen (uit 1663), het winkelcentrum Mercado zou worden gebouwd.  Na hevige protesten van een joodse actiegroep en een rapport van de opperrabbijn Itzchak Kolitz werd het plan voor een ondergrondse parkeergarage opgegeven en omgezet in een plan voor een parkeerdak. Gedenkpanelen in het winkelcentrum herinneren aan de voormalige begraafplaats.

## Cultuur en bezienswaardigheden

### Gebouwen
- Het Lankenaustift van architecten Raabe & Wöhlecke, een in 1913 voltooid tehuis voor alleenstaande bejaarden met weinig financiële middelen
- Het door Gustav Oelsner in bauhausstijl ontworpen Berufsschulzentrum, waarvan de aula als theater wordt gebruikt, en
- het Altonaer Museum, beide aan de Platz der Republik.
- de Christianskirche: op het aangrenzende kerkhof ligt de Duitse dichter Klopstock begraven.
- Het 22 verdiepingen hoge Hermes-kantoor bij het S-Bahnhofstation Bahrenfeld (gebouwd: 1977–1981; architect: Titus Felixmüller).
- de door een leerling van de architect Johannes Otzen, Fernando Lorenzen, in 1898 gebouwde Kreuzkirche.
- het in de stijl van Friedensreich Hundertwasser vorm gegeven Stadtcafé Ottensen aan de Behringstraat (na sloop wegens bouwvalligheid in de jaren 2010 gedeeltelijk in oude stijl herbouwd).
- op de hoek Nöltingstraße/Am Born werd een oude baggermolen van de in 1868 in Ottensen gestichte Firma Menck & Hambrock opgesteld, die als merkteken naar de vroegere metaalindustrie van Ottensen verwijst. Vergelijkbaar zijn de scheepsschroef aan de Friedensallee en de lastkraan aan de Barnerstraße.

## Geboren in Ottensen
- Max Brauer (1887–1972), sociaaldemocratisch burgemeester van Altona/Elbe en later Eerste Burgemeester van Hamburg
- Otto Ernst (1862–1926)
- August Kirch (1879–1959), senator tot 1933 en Bezirksamtsleiter vanaf 1945
- Emil Puls (1877–1941), fotograaf
- Johann Rist (1607–1667), predikant en barokdichter
- Albrecht Roscher (1836–1860), ontdekkingsreiziger
- Tanja Rübcke (1969), aktrice en musicalproducent
- Alma Wartenberg (1881–1928), sociaaldemocratische politica en vrouwenrechtenactiviste